# Egypt III - Il destino di Ramses
Egypt III - Il destino di Ramses (Egypt 3: The Egyptian Prophecy) è un videogioco in stile avventura grafica pubblicato dalla Kheops Studio e distribuito da The Adventure Company nel 2004, esclusivamente per Windows. Nel 2010 il gioco è stato pubblicato anche per iPad.

## Trama
"Salute a Te, Amon Ra, Signore dei Regni dell'Alto e Basso Egitto, che risiedi a Karnak. Usimare Setepenre viene al Tuo cospetto, o Dio. Concedimi il cuore, Prestami ascolto, Veglia sui miei giorni, Prolunga la durata della mia vita."

E la risposta del Dio fu:

"Regnerai fino alla stagione di Akhet del tuo ottantesimo anno, ma affinché ciò accada, dovrai erigere un obelisco, il più maestoso monolite in pietra dura di tutti i tempi, prima della stagione di Shemu."

Un solo architetto in tutto il Regno d'Egitto, Paser, era in grado di compiere questa impresa eccezionale. I lavori ebbero inizio, ma presto cominciarono a verificarsi strani incidenti nel cantiere, e mio padre, il Faraone, inviò una giovane donna, una maga, a vegliare sull'impresa.»
(Khaemuaset, nella narrazione iniziale del gioco)
L'ormai vecchio faraone Ramses II ha invocato il dio Amon ad allungare la sua vita e il suo regno; il dio ha acconsentito ad una condizione: costruire l'obelisco più alto mai costruito finora in Egitto. Ma nonostante i primi progressi, i cantieri si fermano all'improvviso, e il faraone è costretto a mandare la sacerdotessa Maya a investigare dell'accaduto.

## Doppiaggio
| Personaggio   | Doppiatore italiano |
| ------------- | ------------------- |
| Maya          | Donatella Fanfani   |
| Djer          | Raffaele Fallica    |
| Paser         | Claudio Moneta      |
| Sognatore     | Luca Bottale        |
| Traghettatore | Claudio Moneta      |
| Ouni          | Luca Bottale        |
| Tuya          | Monica Mantegazza   |
| Pamose        | Riccardo Rovatti    |
| Artigiano     | Riccardo Rovatti    |
| Khaemouaset   | Riccardo Rovatti    |
| Nano          | Riccardo Rovatti    |
| Ptah          | Raffaele Fallica    |
| Sekhmet       | Monica Mantegazza   |
| Bambina       | Donatella Fanfani   |
| Iside         | Monica Mantegazza   |
| Osiride       | Claudio Moneta      |
| Seth          | Luca Bottale        |

## Sviluppo
Dopo il fallimento della Cryo Interactive, i diritti del franchise Egypt andarono alla The Adventure Company, filiale della DreamCatcher Interactive. Nel 2005, è uscita una versione per dispositivi mobile, edita dalla Tetraedge Games, mentre nel 2010 ne è uscito un adattamento della Microïds per Apple iPhone diviso in due parti.

## Accoglienza
| Testata                          | Versione | Giudizio |
| -------------------------------- | -------- | -------- |
| Metacritic (media al 31-10-2020) | PC       | 73/100   |
| Adventure Gamers                 | PC       | [ 3 ]    |
| Jeuxvideo.com                    | PC       | 14/20    |
| Multiplayer.it                   | PC       | 3,5/5    |

Andrew Plotkin, della Zarf, ha ritenuto il gioco contenente una trama sottile supportata da abbondanti quantità di informazioni storiche educative, mentre Slydos, della Adventure-Archiv, l'ha ritenuto divertente ma non innovativo.